# Balbí Clara
Balbí Clara Deulofeu (Llagostera, Gerona, España, 18 de septiembre de 1909-Llagostera 8 de diciembre de 1993) fue un destacado jugador del Girona FC. Entre 1930 y 1935 figuró como uno de los mejores delanteros centros de la época; formando parte con Ferrer, Escuder, Balmanya y Pagès, de la famosa “Dalantera de Seda”.
Clara marcó el primer gol del Girona FC en competición oficial. Su valía como delantero quedó demostrada en la primera temporada, marcando 40 goles en veinticinco partidos oficiales; en 1935 y con tan solo 25 años fue homenajeado por el club.

## Biografía
Sus inicios como futbolista fue en el equipo de su pueblo natal la UE Llagostera, En 1929 con 19 años fichó por la UE Gerona, club que se disolvió un año después, para fundar el Girona FC.
En 1935 Balbí Clara fichó por el CE Sabadell donde jugó una temporada. Poco antes de estallar la Guerra civil española volvió al Girona FC para disputar tres temporadas más. En 1940 finchó por el Club Deportivo Constancia por una temporada y volvió por 8 temporadas más al Girona FC
 Con 32 anos vuelve a la UE Llagostera y junto con un grupo de aficionados crean el actual club de la UE Llagostera donde todavía jugó ocho temporadas más. El diario Los Sitios le dedicaba el 12 de diciembre de 1948 esta pequeña crónica: “La novedad del último partido C.D.Gerona-Llagostera, fué la actuación de nuestro antiguo jugador, el formidable Clara, en las filas del once llagosterense. Con sus 38 años aún tuvo Balbino algunos destellos de clase”. Más adelante, fue entrenador del equipo y directivo del club dando continuidad a una vida dedicada al deporte del fútbol..
El 29 de abril de 1988, a los 79 años, fue galardonado en Gerona con la medalla al deporte.